# Dorsal oceânica

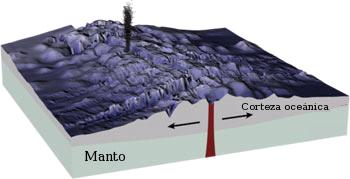
Estrutura de uma dorsal oceânica.

Esquema de funcionamento de uma dorsal oceânica.

Mecanismo de circulação mantélica explicativo da formação das dorsais oceânicas.

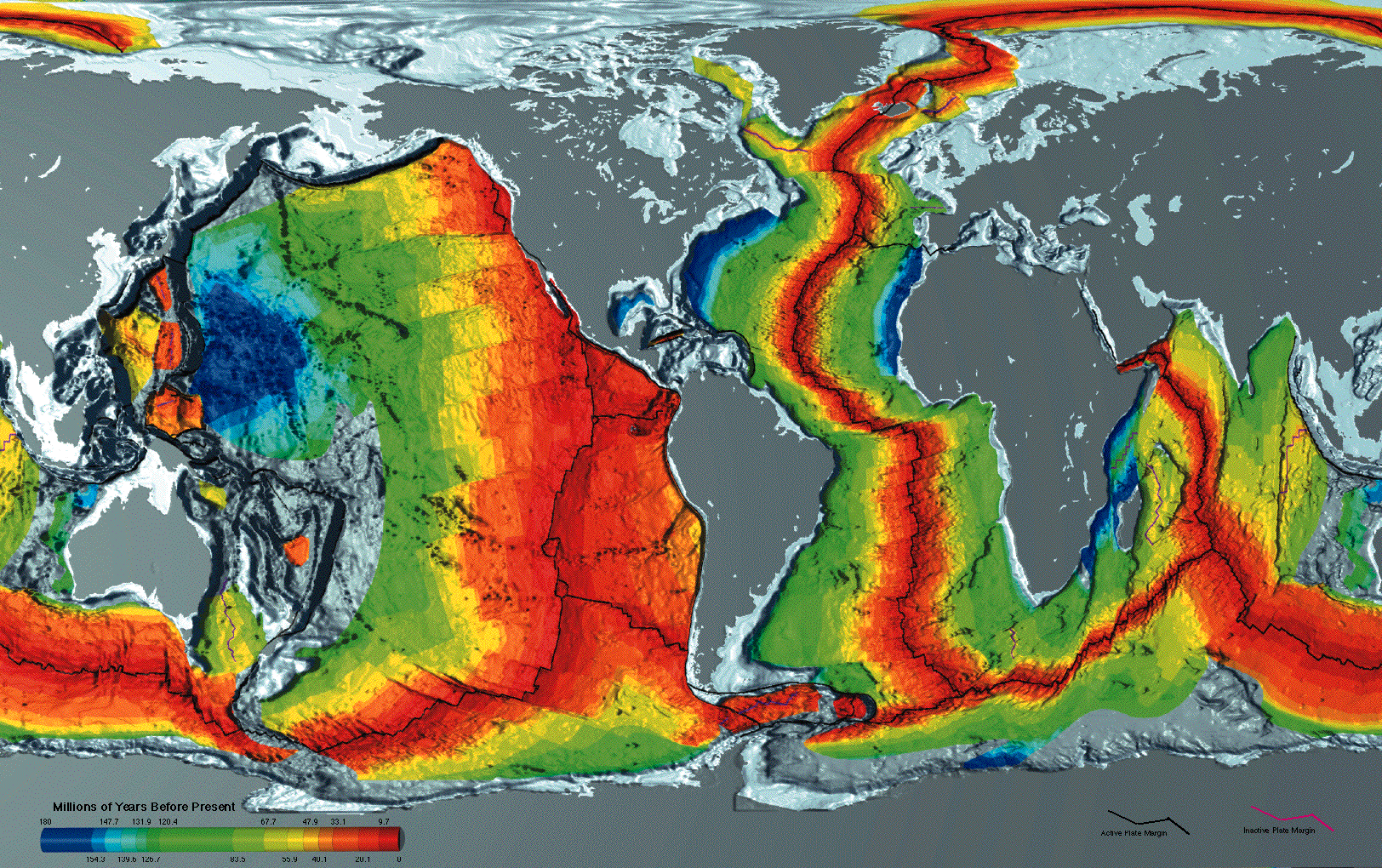
Idade da crusta oceânica. A vermelho as regiões mais jovens, junto das dorsais; a azul as mais antigas, por exemplo, junto das costas norte-africana e norte-americana. A diferente extensão dos fundos de cada idade fornecem um claro indício da diferente velocidade de expansão em cada ponto, diferença que originou as zonas de fractura (falhas transformantes) claramente visíveis como descontinuidades habitualmente perpendiculares às dorsais.

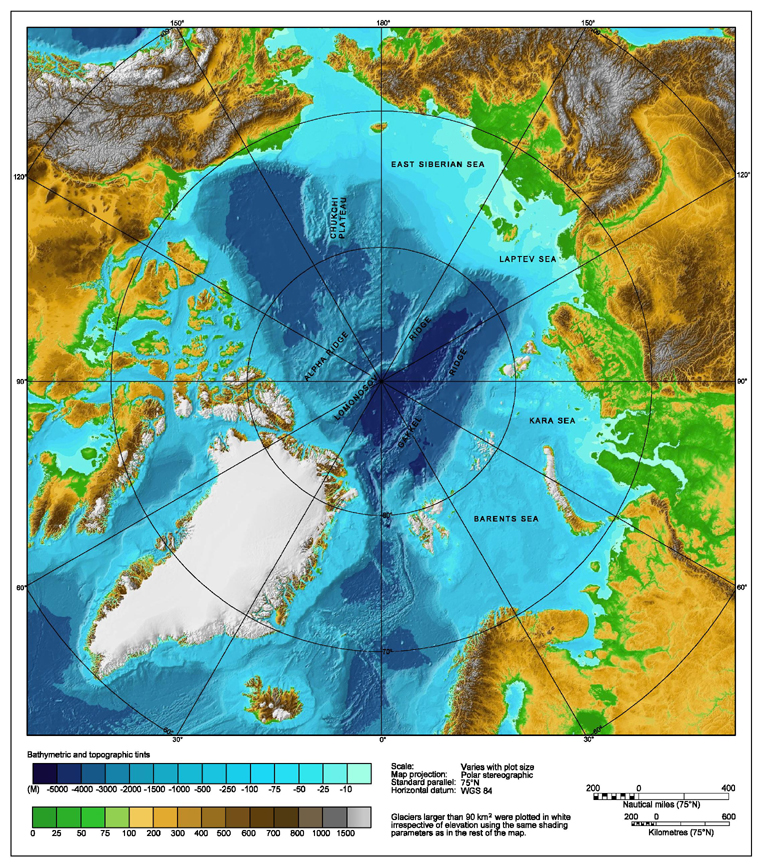
Carta topográfica e batimétrica do oceano Árctico e terras próximas, sendo visíveis as principais dorsais oceânicas árcticas, como a dorsal de Lomonossov.

Dorsal oceânica, também dorsal submarina, dorsal meso-oceânica ou crista média oceânica, é a designação dada pela geografia, geologia e oceanografia física às grandes cadeias de montanhas submersas nos oceanos que resultam do lento afastamento das placas tectónicas. São grandes elevações submarinas situadas na parte central dos oceanos da Terra, com uma altura média de 2 000 a 3 000 metros acima dos fundos oceânicos circundantes. Na sua região central apresentam um rifte, cuja aparência geral é a de um sulco axial percorrendo longitudinalmente a dorsal, ao longo do qual são emitidas lavas provenientes da ascensão de magma do manto sublitosférico. 

## Descrição
O surgimento das placas e seu consequente afastamento são devidos às correntes convectivas de magma divergentes no manto, que dão origem a riftes. As dorsais submarinas dos oceanos estão conectadas, formando a maior cadeia de montanhas do mundo, com cerca de 65 000 km de extensão. Esta cadeia montanhosa seria vista do espaço se não fossem os oceanos. É diferente das cadeias continentais na composição formada por basaltos isentos de deformação.
As dorsais oceânicas são grandes elevações submarinas situadas na parte central dos oceanos da Terra. Apresentam uma altura média de 2 000 a 3 000 metros acima dos fundos oceânicos circundantes e um sulco central, um rifte, por onde são continuamente emitidas lavas provenientes do manto sublitosférico. Estas lavas ascendem à superfície da crusta oceânica através de fissuras formadas no fundo do oceano, dando origem a novos vulcões submarinos e ao crescimento da crusta oceânica.
Devido à contínua formação de nova crusta ao longo das margens do rifte, as rochas são mais jovens nas imediações da dorsal (próximo da região de fissura) do que na periferia da bacia oceânica. Esta expansão leva a que longo de milhões de anos, o fundo do oceano (e portanto o oceano em si) cresça e se expanda, pelo que os continentes de ambos os lados do oceano se afastam entre si. Isto é o que sucede actualmente com o Oceano Atlântico, que se expande e provoca que a Europa e a África se afastem do continente americano, processo que se iniciou há cerca de 180 milhões de anos. Por outro lado, a permanente renovação do fundo dos oceanos por este continuo fluir de magma faz com que esta classe de crusta seja, em geral, consideravelmente mais jovem que as crustas continentais, pelo menos nas regiões mais próximas da própria dorsal.
Alguns cumes das dorsais sobressaem acima do nível médio do mar e formam ilhas vulcânicas, como a Islândia, os Açores, a ilha de Santa Helena ou a ilha de Ascensão.
As etapas principais da formação de uma dorsal oceânica são:
- A - formação de um rifte continental, com abaulamento e afundamento da região central; em geral há fractura em pontos triplos e formação de aulacógenos;
- B - formação de falhas normais;
- C - formação de um oceano estreito com sedimentação progradante;
- D - alargamento do oceano, com formação de margens continentais passivas maduras.

Existem dois processos que aparentam ser responsáveis pela separação que se observa nas dorsais do centro dos oceanos, não sendo claro qual deles é a principal: (1) a subducção nas margens continentais e o consequente efeito de arraste sobre os materiais da crusta; e (2) o efeito de «correia transportadora» resultante do fluxo de materiais na parte superior do manto terrestre.
No primeiro caso, aponta-se o efeito de arraste sobre as dorsais, considerando que o peso da cordilheira empurra o resto da placa, afastando-a do centro e aproximando-a de uma zona de subducção. Na zona de subducção, o peso da placa que está sendo "puxada" para baixo, arrasta o resto da placa em direcção à margem onde o afundamento ocorre.
A outra teoria que procura explicar a formação de nova crusta oceânica no centro das dorsais submarinas aponta a acção do movimento convectivo do manto, que no caso funciona como uma «correia transportadora». Contudo, os que se opõem a esta teoria apontam que a parte superior do manto, a astenosfera, é demasiado flexível para que a fricção gerada possa fazer mover uma placa tectónica.
A velocidade de criação de novo material no fundo do oceano, conhecida geralmente como velocidade de expansão do fundo oceânico, é pequena e é medida em milímetros/ano. Para uma classificação rápida, as velocidades são subdivididas em:
- Rápidas: mais de 200 mm/ano;
- Medianas: cerca de 60 mm/ano;
- Lentas: menos de 20 mm/ano.

O novo material formado nas dorsais mesoceânicas, ao arrefecer, transforma-se em rocha, com os respectivos minerais ferromagnéticos alinhados de acordo com as linhas de força do campo magnético terrestre. Estudando a sua orientação, foi possível determinar as variações que ocorreram no campo magnético da Terra ao longo da história do planeta.
O processo pelo qual uma fractura como o Grande Vale do Rift se converte numa dorsal oceânica não está ainda totalmente entendido, ainda que se acredite que a área do Mar Vermelho seja um exemplo, no qual o Golfo do Suez, no norte, representaria as etapas mais precoces, o norte do Mar Vermelho uma etapa intermédia e o sul deste uma etapa mais avançada da formação.
São designadas por zonas de fractura das dorsais as fissuras que atravessam as suas cristas, marcando a direcção do deslizamento segundo o rumo das chamadas falhas transformantes, resultado da compensação das tensões a que se submete a dorsal e todo o fundo marinho pelas diferentes velocidades a que se produz a expansão do fundo marinho ao longo das dorsais. Um exemplo destas zonas de fractura é a famosa falha de San Andrés (que emerge do mar na costa da Califórnia, Estados Unidos), ainda que a maioria seja submarina.
A cadeia montanhosa que marca a dorsal apresenta um relevo muito acidentado, com encostas amplas e cristas marcadas em geral por um profundo desfiladeiro longitudinal, chamada vale de afundamento ou rifte, ao longo da qual se produzem numerosos sismos superficiais e erupções vulcânicas que emitem lavas de composição basáltica.
Para os lados da dorsal vai aumentando pouco a pouco a espessura da crusta vulcânica e a espessura dos sedimentos. A actividade sísmica atenua-se rapidamente. Fora das cristas há apenas vulcões dispersos que formam montanhas isoladas. As cristas da dorsal podem estar deslocadas lateralmente ao longo de troços extensos que correspondem a zonas de fractura.
Nos limites entre duas placas, a lava ascende até à superfície, arrefece e solidifica, ao mesmo tempo que a crusta mais antiga se vai separando de ambos lados da dorsal. Em alguns pontos do Atlântico médio, a dorsal desloca-se cerca de 2 cm ao ano, enquanto que no Pacífico oriental se move mais depressa, à razão de cerca de 14 cm anuais. A mudança gradual do volume submerso das dorsais oceânicas provoca modificações muito ligeiras do nível do mar a uma escala de tempo geológico.
Nas cristas das dorsais existem também fumarolas e fontes hidrotermais das quais brota fluido rico em minerais a uma temperatura de até 350 ºC através de fissuras no fundo marinho. Estas fontes de água depositam estruturas colunares de sulfuretos metálicos que mantêm colónias de animais pouco comuns. Os compostos que estes mananciais de água quente emitem desempenham uma importante função na manutenção da composição química da água do mar.

## Principais dorsais oceânicas

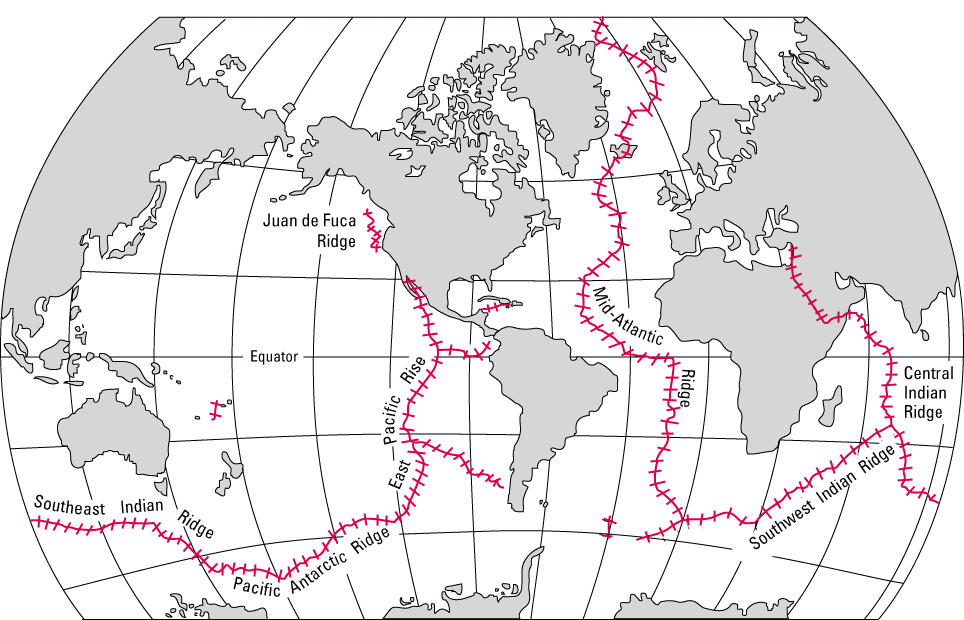
Distribuição mundial das dorsais oceânicas.

- Dorsais dos Oceanos Pacífico e Antártico
  - Dorsal Sudeste-Pacífica - constitui um prolongamento, através da Dorsal Pacífico-Antártica, das dorsais do Oceano Índico (Dorsal Antártico-Australiana)
  - Dorsal de Gorda
  - Dorsal de Juan de Fuca
  - Dorsal do Explorador
  - Dorsal Antártico-Americana
  - Dorsal do Pacífico Oriental
  - Dorsal do Chile
  - Dorsal dos Galápagos
  - Dorsal de Scotia
  - Dorsal Antártico-Pacífico

- Dorsais do Oceano Índico
  - Dorsal de Áden
  - Dorsal do Índico Oriental
  - Dorsal do Índico Central
  - Dorsal Arábico-Índica (Dorsal de Carlsberg)
  - Dorsal do Índico Ocidental
  - Dorsal Antártico-Australiana

- Dorsal Média do Atlântico
  - Dorsal de Knipovich (entre a Gronelândia e Svalbard)
  - Dorsal de Mohn (entre Svalbard e a Islândia)
  - Dorsal de Kolbeinsey (norte da Islândia)
  - Dorsal de Reykjanes (sul da Islândia)
  - Dorsal do Atlântico Norte
  - Dorsal do Atlântico Sul, que liga através da Dorsal Africano-Antártica com a Dorsal do Índico Ocidental
- Dorsais do Oceano Ártico
  - Dorsal de Lomonossov
  - Dorsal de Gakkel (Dorsal Mesoártica)